# Metapsylla acaciae
Metapsylla acaciae är en insektsart som beskrevs av Yang och Li 1982. Metapsylla acaciae ingår i släktet Metapsylla och familjen rundbladloppor. Inga underarter finns listade i Catalogue of Life.